# Luc Bondy
Luc Bondy (Zurique, 17 de julho de 1948 — Zurique, 28 de novembro de 2015) foi um cineasta suíço.